# 絶対にヤッてはいけない異世界召喚
『絶対にヤッてはいけない異世界召喚』（ぜったいにヤッてはいけないいせかいしょうかん）は、シメサバによる日本のラブコメファンタジー漫画作品。コミックスマートが運営するウェブコミック配信サイト『GANMA!』にて、2018年6月26日から隔週日曜日更新で連載中である。単行本はKADOKAWAより2巻が刊行されている。

## あらすじ
大学生・八木洋はバイトからの帰宅中に駅のホームで突き飛ばされ、線路に転落してしまい、18歳の生涯を終えるはずであった。しかし、洋が目を覚ますと目の前に天使のような格好の美少女・ウルフィーナが現れた。異世界・ゲゼルニアに召喚され、脈絡もなく洋を召喚したウルフィーナに性交を求められる。不審に思った洋がウルフィーナに理由を問いただすと、ウルフィーナはゲセルニアの神羅万象を管理するマスターになることを目指しており、そのために死ぬ間際に召喚された洋との性交が必要で、性交をすると洋が死ぬことをウルフィーナから伝えられる。
しかしながら、洋が異世界召喚で得た力の発動条件をウルフィーナが知ることができなかったため、性交と洋の命は保留されることになり、洋はマスターを目指すウルフィーナの旅に同行することとなる。

## 登場人物
八木洋（やぎひろし）
本作主人公。18歳。大学生。SSSランク。童貞。初登場は1話。
バイトと大学に忙殺される毎日を送っていたある日、駅からの転落事故で生涯を終える直前にウルフィーナにより異世界・ゲセルニアに召喚される。命と引き換えに性交を要求されるも結果的に保留されており、不幸体質にして強運の持ち主。ウルフィーナのヒモとして行動を共にしている。
両親は他界しており、幼少の頃に叔母夫婦に引き取られた。また、過労死した従兄がいる。
「始まりの街」で伝説の丘の台座から抜いてしまった本物の「伝説の剣」を所持している。
ウルフィーナ
本作ヒロイン。本名はウルネスフィーナ。Bランク。初登場は1話。
マスターになるべく、洋をゲセルニアに召喚した張本人。性交により洋の命と引き換えに力を得ようとするが、洋の力の発動条件が分からなかったために、力の譲渡のための性交と洋の命を保留している。
スネールからは「ウルネスフィーナ」、「かつての姫」と呼ばれているが、洋からは「ウルフィーナ」の名で呼ばれている。
大喰らいで性格に適当な部分がある。モンスターの捕獲や血抜きを手慣れている反面、料理は苦手。
ミーア
獣人。ミーアオーガミ族の族長の娘。野宿中の洋やウルフィーナに出くわし、旅に同行する。
レオン
マスターを目指す青年。洋同様にゲセルニア外から来た日本人と称する。
アザミ
レオンに付き従うメイド。
魔王
かつてゲゼルニアの裏界に君臨していた尻尾を持つ褐色の女性型魔物。初登場は4話。1000年前に勇者に討伐されたが、時間を経て人型を取れるまで回復して魔王城において目覚めた。しかし完全復活ではないために幼女体型であり、魔王城周辺の魔物よりレベルが低い。
スネール
ウルフィーナの敵の女性。初登場は2話。洋を召喚した直後のウルフィーナを襲撃するも返り討ちにあう。鞭を所持し、大蛇を使役している。片方の眼を眼帯で覆っている。
ニーセ
始まりの街で本物の伝説の剣の代わりに洋が刺したレプリカの剣を知らずに抜いたことで、勇者と認定された青年。魔王討伐の旅に出る。

## 用語
ゲセルニア
洋が召喚された異世界。大小様々な大陸や国で構成されている。神羅万象をマスターという世界の番人が管理し、世界の綻びを修正していたが現在不在であり、異常が出始めている。全ての人や物に力の基になるレアリティ―（希少価値）が付与されている。表界と魔物が生息する裏界が存在する。
始まりの街（はじまりのまち）
かつて魔王を倒した勇者の出身地。

## 書誌情報
- シメサバ 『絶対にヤッてはいけない異世界召喚』KADOKAWA、既刊2巻（2019年7月22日現在）
  1. 2019年3月5日発売、ISBN 978-4-04-065599-4
  2. 2019年7月22日発売、ISBN 978-4-04-065878-0